# Santa Marina (Italia)
Santa Marina es una localidad y comune italiana de la provincia de Salerno, región de Campania, con 3.185 habitantes.
Es famosa por el golfo su localidad costera de Policastro Bussentino.

## Evolución demográfica
| Gráfica de evolución demográfica de Santa Marina entre 1861 y 2001 |
|                                                                    |
| Fuente ISTAT - elaboración gráfica de Wikipedia                    |